# CSS Zen Garden
CSS Zen Garden – serwis przeznaczony dla projektantów stron internetowych. Celem serwisu jest zademonstrowanie potencjału projektów opartych na kaskadowych arkuszach stylów CSS zamiast prezentacyjnych znaczników HTML, zgodnie z zaleceniami konsorcjum W3C.

## Założenia
CSS Zen Garden to pojedynczy dokument HTML wypełniony tekstem. Odwiedzający ma jednak możliwość wybrania arkusza stylów, który zostanie wykorzystany do ustalenia wyglądu serwisu. Goście mogą wybierać pomiędzy setkami projektów, których autorami są projektanci z całego świata. Należy pamiętać, że oprócz odnośnika do zewnętrznego arkusza stylów, kod HTML każdego projektu pozostaje identyczny. Wszystkie różnice wizualne pomiędzy projektami wynikają z arkusza stylów (oraz grafik, do których odnosi się arkusz).

## Historia
Serwis został zainspirowany przez eksperyment Daily CSS Fun autorstwa Chrisa Casciano oraz konkurs na szatę graficzną dla wyszukiwarki HotBot.
Została także wydana książka oparta na 36 wybranych projektach serwisu.